# Watertoren (Wormerveer)
De watertoren van de Zeepziederij De Adelaar in Wormerveer is gebouwd in 1908. De stalen watertank staat op een zeven meter hoog bakstenen opbouw. Boven op de toren staat een beeld van een Adelaar als naamgever van de fabriek, waardoor de toren beeldbepalend is voor het complex.